# Тунбо (гора)
Тунбошань (кит.: 铜钹山, піньінь: Tong bo Shān) — гора на межі китайських провінцій Цзянсі і Фуцзянь. Є частиною гірської системи Уїшань, яка включена до переліку Світової спадщини ЮНЕСКО.

## Опис
Загальна висота становить 1534,6 м, площа 320 км². Розташована на території повіту Пучен провінції Фуцзянь та району Гуанфен префектури Шанжао провінції Цзянсі. Більша частина території (98 %, 1.2 млн м2) вкрита лісом, з них становить 3,6 га незайманого лісу та 10 га бамбукового гаю. Представлено 2000 видів рослин зі 100 родин (з них 1284 видів лікарських рослин, що належать до 618 роду і 183 родини), зокрема камфорне дерево, тис, папороті, орхідеї, рододендрон — Rhododendron fortunei, гінкго, магнолії (були посаджені за часів династі Цін 200 років тому), торрея — Torreya grandis, падуб. Мешкає більше 200 видів диких тварин та птахів, більше 100 видів амфібій і рептилій, 22 види з 8 родин риб (коропових 11 видів, річкові слижі -3, бичкові та Bagridae — по 2, сомові, в'юнові, Amblyopsidae, злитнозяброві — по 1) велика різноманітність видів комах (найзначнішу частину представляють вогнівки-трав'янки — 85 видів з 61 роду та 6 підродин, з яких 17 є ендеміками).
Найцікавішими є трагопани з фазанових, димчастий леопард, чорний ведмідь, панголін, великоголова черепаха, велетенська саламандра, тупоноса змія-вугор.
Навколо піку розташовані чисельні скелі, що мають списопобідну форму. Біля гори, частково скрізь неї йде річка У. Вона в свою чергу утворило гірське озеро Ян Ган площею 8400 м2, посердині якого міститься маленький острівець.
Середньорічна температура становить 17,9°C: літо прохолодне (найтепліший липень в середньому 25,8 °C), зима доволі холодна (у січні — 3,9 °C). Ґрунти тут представлені червоні, жовті, пурппурні. Найкращий час для відвідувань пізня весна та літо. Середня річна кількість опадів становить 1626,9 мм

## Історія
Ці місця оспівували відомі поети та письменники Лу Цзі та Сюй Чжаолунь. На території містяться старовинні храми та будівлі, що існують, починаючи з часів династії Тан, зокрема відомих політиків та військовиків Чжан Юе та Чжан Шуо (початок VIII ст.), численні буддистські святині. Найкраще збереглися храми часів тан, Північної Сун та Цін. Вони розташовані у гротах, в середині гори. З буддистських храмів найвідомішим є Храм Пані Ма Ши.
В різні часи ця місцина ставала базою для потужних селянських повстань — Хуа Чао в часи Тан, Ден Мао (1450—1456) в часи династії Мін. Після чого Тунбошань оголошено Забороною горою, куди могли ступати лише імператора й їх найближчий почт.
У 1931—1932 роках тут точилися запеклі бої між військами Комуністичної партії Китаю та Гоміньдана.
У листопаді 2002 році уряд КНР оголосив Туньбошань національним лісовим парком. У березні 2011 року присвоєно категорію ААА (3 з 5) за Рейтингом туристичних визначних пам'яток. Є літнім курортом